# Gransden Lodge 1947
De Gransden Lodge 1947 was een autorace die werd gehouden op 12 juli 1947 op Gransden Lodge Airfield in Great Gransden.

## Uitslag
| Positie | Rijder             | Team        | Ronden | Tijd/Opgave |
| ------- | ------------------ | ----------- | ------ | ----------- |
| 1       | Dennis Poore       | Alfa Romeo  | ?      | ?           |
| 2       | George Abecassis   | Bugatti     | ?      | ?           |
| 3       | Roy Salvadori      | Alfa Romeo  | ?      | ?           |
| 4       | Leslie Johnson     | Talbot-Lago | ?      | ?           |
| 5       | Charles Mortimer   | Maserati    | ?      | ?           |
| 6       | John Heath         | ERA         | ?      | ?           |
| 7       | Cuth Harrison      | ERA         | ?      | ?           |
| DNF     | Tony Rolt          | Alfa Romeo  | 10     | ?           |
| DNF     | Kenneth Hutchinson | Alfa Romeo  | ?      | ?           |
| DNF     | Kenneth McAlpine   | Maserati    | ?      | ?           |
| DNF     | Richard Haberson   | Delahaye    | ?      | ?           |

Rijders waarvan de positie is aangegeven met DNF hebben niet de finish bereikt. Van met ? aangeduide velden zijn geen gegevens voorhanden.